# Kvarnsjön (Långareds socken, Västergötland)
Kvarnsjön är en sjö i Alingsås kommun i Västergötland och ingår i Göta älvs huvudavrinningsområde.